# Aleuropleurocelus oblanceolatus
Aleuropleurocelus oblanceolatus là một loài côn trùng cánh nửa trong họ Aleyrodidae, phân họ Aleyrodinae.
Aleuropleurocelus oblanceolatus được Drews & Sampson miêu tả khoa học đầu tiên năm 1958.